# ポーランド・ロシア戦争 (1792年)
1792年のポーランド・ロシア戦争 (ポーランド語: Wojna polsko-rosyjska) または第二次分割戦争(英語: War of the Second Partition) または5月3日憲法防衛戦争 (ポーランド語: wojna w obronie Konstytucji 3 maja) は、同年5月18日から7月27日にかけて、ポーランド・リトアニア共和国と、同国内の5月3日憲法に反対する勢力タルゴヴィツァ連盟及びエカチェリーナ2世治下のロシア帝国の連合軍の間に起こった戦争。
ポーランド領のリトアニアとウクライナで戦闘が行われた。どちらの戦線でも、結果的にポーランド軍は圧倒的な兵力を誇るロシア軍を前に、本格的な衝突に至らぬまま撤退した。ただし南部戦線ではユゼフ・ポニャトフスキとタデウシュ・コシチュシュコ率いるポーランド軍が激しい抵抗を見せた。2か月強の戦争の間に何度か小規模な戦闘が起きたものの、どちらかが戦闘で決定的勝利を収めるといったことはなかった。6月18日、ポーランド軍はジェレンツェの戦いでロシア軍に勝利し、軍功勲章が創設された。しかしそれ以外ではロシア軍が一方的にポーランド領内深くに侵攻していく展開となり、ポーランド王スタニスワフ2世アウグストが外交手段での決着を望んで停戦を申し入れ、ロシアの要求に従い自身がタルゴヴィツァ連盟に入ることで終結した。

## 背景

### ポーランド・リトアニア共和国の衰退
18世紀前半までに、ポーランド・リトアニア各地はマグナート（大貴族）の手に握られ、また彼らは、2世紀にわたりシュラフタ（貴族）階級が大きな権限を持ち、王権が制限されてきた黄金の自由の時代を通じて得てきた数々の特権を盾に、それを阻害しうるようなあらゆる改革に反対していた。セイム（国会）では自由拒否権の濫用により議会制度が麻痺し、貴族間や外国勢力による買収活動が横行して、1世紀以上にわたりポーランド・リトアニア共和国は国家機能が半ば崩壊した状態が続いていた。
17世紀中盤から共和国の改革を進めようという機運は続いていた が、それは大貴族のみならず、共和国の弱体化を望む周辺諸国にとっても好ましくないことだった。マグナートやシュラフタの軍役回避策が重なって、ポーランド・リトアニア共和国軍はわずか1万6000人にまで減少しており、30万人を擁するロシア軍や、20万人を擁するプロイセン軍・オーストリア軍にとっては格好の餌食であった。

### 改革の試み
1788年から1792年の四年セイムにおいて、改革に向けた大きな動きが持ち上がった。この時、周辺諸国はフランス革命への対処やオスマン帝国との戦争（露土戦争、墺土戦争）に忙殺されており、ポーランドに介入する余裕が無かった。またロシアはスウェーデンとの戦争も同時に抱えていた。1790年3月29日にポーランド・プロイセン同盟を結んでロシアに対する備えとしたポーランドは、1791年5月5日に当時としては極めて先進的な民主憲法である5月3日憲法を採択した。
露土戦争と第一次ロシア・スウェーデン戦争を終わらせたロシア皇帝エカチェリーナ2世は、ポーランドの新たな憲法を、ロシアのポーランドに対する影響力をそぐものとして危険視した。ロシアは、ポーランドを事実上の保護国とみなしていた。ロシアの大臣アレクサンドル・ベズバロートカは、5月3日憲法を知った際に「ありうる限り最悪の知らせがワルシャワから届いた。ポーランド王がほとんど主権者になってしまったのだ」と反応している。プロイセンもまたポーランドの新憲法に強く反対していた。ロシアと同様、プロイセンは新憲法の元でポーランドが強大化して脅威となるのを恐れており、外務大臣フリードリヒ・ヴィルヘルム・ヴォン・シューレンブルク・ケーナートは、ポーランドに向け明確かつ率直に、プロイセンは新憲法を支持せず、今後仲介の労を含めて一切ポーランドに支援を行わないと伝えている。プロイセンの政治家エヴァルト・フリードリヒ・フォン・ヘルツベルクは、「ポーランド人は、憲法に投票することでプロイセン王家に"最後の一撃"を与えてきた」と述べ、ヨーロッパの保守主義者たちの恐怖を代弁している。彼はポーランドが第一次ポーランド分割で失った領土の返還を求めてくるのを恐れたのである。

### 第二次ポーランド分割
国内からの反抗もあり、5月3日憲法はなかなか施行に至らなかった。フランチシェク・クサヴェリ・ブラニツキ、スタニスワフ・シュチェンスヌィ・ポトツキ、セヴェリン・ジェヴスキ、シモン・マルチン・コッサコフスキ、ユゼフ・コッサコフスキら反対派のマグナートは、自らの特権を守るためにロシアのエカチェリーナ2世に介入を要請した。例えば30年前のレプニン・セイムでロシアの圧力により成立した特権法の枢機卿法などは、5月3日憲法で廃止されることになっていた。こうした親露派のマグナートは、1792年4月27日にサンクトペテルブルクでタルゴヴィツァ連盟を結成した。彼らは新憲法を「パリで起こった致命的な諸事件」により「民主主義の考えに感染した」ものだとして批判した。また「議会は……すべての基本的な法律を破壊し、貴族の持つすべての自由を取り払い、1791年5月3日には革命と陰謀の場となってしまった」と主張した。タルゴヴィツァ連盟はこの「革命」を克服することを目的とした。自分たちは「国家の人々によく敬意を払い、いつも救いの手を差し伸べてくれる」「優れた公正な女帝であり、隣人であり同盟者であるエカチェリーナ2世を信用するほかはない」とした。すなわち、タルゴヴィツァ連盟はエカチェリーナ2世にポーランドへの軍事介入を要請したのである。1792年5月18日、ロシアの使節ヤーコフ・ブルガーコフがポーランド外務大臣ヨアヒム・フレプトヴィチに宣戦布告を伝えた。同日にロシア軍はポーランド・リトアニアへの侵攻を開始し、ポーランド・ロシア戦争が勃発した。

## 両陣営の戦力

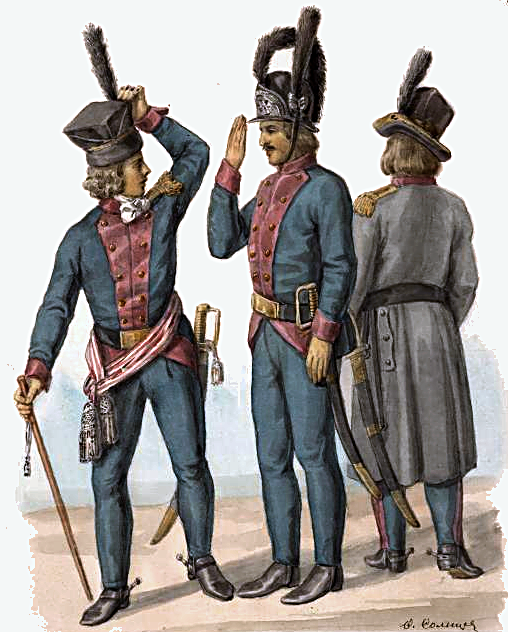
第3リトアニア歩兵連隊のポーランド兵（1792年）

対ポーランド戦争に投入されたロシア軍の兵力は9万8000人近くに上った。これを率いたのはミハイル・クレチェトニコフとミハイル・カホフスキーだった。またロシア軍は戦闘経験を積んでいた点でも有利であった。カホフスキーはウクライナを通ってカームヤネツィ＝ポジーリシクィイ、ヘウム、ルブリンを占領し南からワルシャワに迫る計画であった。一方クレチェトニコフはミンスク、ヴィルノ、ブジェシチ、ビャウィストクと進軍して北方からワルシャワを目指し、カホフスキー軍と合流する予定だった。ロシア側がポーランド国内に優秀な諜報網を敷き、ポーランド軍の配置状況をほぼ把握していたのに対し、ポーランド側はほとんどロシア軍の情報をつかめておらず、中枢部には矛盾したり誤ったりした情報が伝えられることが多かった。ポーランド軍は、どこからロシア軍が侵攻してくるかすら確証を持てなかった。
ポーランド軍の最高指揮官は国王スタニスワフ2世アウグストだったが、実際には彼はこの権限を甥のユゼフ・ポニャトフスキに委任していた。ポニャトフスキは、4万8000人のポーランド王冠領の精兵と、その半数以上のリトアニア兵を動かせると考えていた が、10万人の兵力を整備することを目指した5月3日憲法の制定後ですら、実際のポーランド軍は3万7000人ほどだった。ポーランド軍はまさに再編成の途上にあり、兵数や編成をまとめた書類が4月に完成したばかりだった。また急づくりの新生ポーランド軍は装備も経験も乏しかった。
ロシア軍の侵攻が予想されるウクライナでは、当初3地域に分かれて軍が配置され、それぞれタデウシュ・コシチュシュコ、ミハウ・ヴィエルホルスキ、そしてポニャトフスキ自身が指揮することになった。コシチュシュコの補佐の元でポニャトフスキが率いるウクライナのポーランド軍は、約1万7000 とも、2万1000 とも、2万4000 ともいわれている。また本軍は1万7000人で、ミハウ・ルボミルスキの予備軍が4500人いたという説もある。一方、彼らの前に現れたカホフスキー軍は、実に6万4000人の兵力を誇った。カホフスキー軍は、ミハイル・クトゥーゾフ率いる1万7000人の第1軍、イヴァン・ドゥニン率いる第2軍、オットー・ヴィルヘルム・デアフェルデン率いる第3軍、アンドレイ・レヴァニドフ率いる第4軍に分かれていた。一方、タルゴヴィツァ連盟はロシア軍にとってほとんど足しにならなかった。最初に彼らがロシアからポーランド領民に協力を呼び掛けた際には、僅か数十人が集まっただけという無残な結果を晒した。呼びかけを重ねるごとに参集する人数は少しずつ増えたものの大差は無く、タルゴヴィツァ連盟は軍事的には無価値だとみなされていた。それでも、タルゴヴィツァ連盟軍が最前線での戦いから外されることは無かった。
リトアニアにおけるポーランド方のリトアニア軍は、ポーランド軍の増援3000人を含めても1万5000人ほどであった。この方面を担当していたのはルートヴィヒ・フォン・ヴュルテンベルクだった。しかしヴュルテンベルク麾下の軍は、開戦に至った時ですら何の用意も整っていなかった。これに対するクレチェトニコフ軍は3万3700人 もしくは3万8000人を数え、このロシア軍はタルゴヴィツァ連盟のシモン・コッサコフスキ率いる7300人の第1軍、ボリス・メリン率いる7000人の第2軍、ユーリ・ドルゴルコフ率いる1万5400人の第3軍、イヴァン・フェルセン率いる8300人の第4軍に分かれていた。
またポーランド側では、スタニスワフ2世アウグストの指揮の元8000人の予備軍がワルシャワで待機していた。
コシチュシュコは、一旦ポーランド軍を結集してロシア側の一軍を叩き勝利を挙げることで、経験のない大部分のポーランド兵の士気を上げるという策を提案したが、ポニャトフスキに却下された。実はこの数か月前までは、逆にポニャトフスキが一点集中策、コシチュシュコが戦力分散策を主張していた。ポニャトフスキは、戦争の序盤ではロシア軍との大規模な衝突を避け、同盟国プロイセンの参戦を待つ策をとった。プロイセン軍3万がポーランド軍に加勢すれば、兵力的にはロシア軍と対等になるはずだった。

## 戦争

### 南部戦線
1792年5月18日の夜、ロシア軍が国境を越えてウクライナに侵攻した。ロシア軍は、ポーランドの最高司令官であるポニャトフスキとコシチュシコが率いるポーランド軍から想定外の抵抗を受けた。コシチュシュコ軍は、5月29日にヤヌフ付近でポニャトフスキ軍と合流した。しかしロシアの四軍を押しとどめるにはあまりにも非力だったポーランド軍は、南ブーフ川の西岸へ、ルバルからポウォンネへと撤退していった。この時、コシチュシュコが殿としてロシア軍と戦いながら退却した。圧倒的な兵力差を前に、ポニャトフスキはスタニスワフ2世アウグストの援軍を求めるとともに、ウクライナを放棄してヴォルィーニに撤退した。ここのポウォンネはポーランド軍の一大防衛拠点だった。ここでルボミルスキが兵力補給を任された。

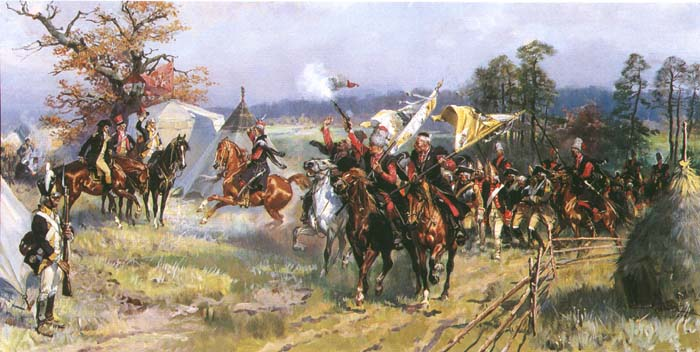
ジェレンツェの戦い後, ヴォイチェフ・コッサク画

6月14日、ヴィエルホルスキ率いるポーランド軍がボルシュコフツェの戦いで敗れた。17日、ポニャトフスキは待ち望んだミハウ・ルボミルスキ率いる2000人の援軍を手に入れた。翌18日、ポニャトフスキ率いるポーランド軍は、イラクルィ・モルコフ率いるロシア軍をジェレンツェの戦いで破った。スタニスワフ2世はこの勝利を「ヤン3世以来のもの」と賞して軍功勲章をコシチュシュコらに授与した。
しかしロシア軍の侵攻は止まらなかった。殲滅されるのを避けるために、ポニャトフスキらは撤退に撤退を重ねるほかなかった。7月上旬、ドゥブノ付近で、スタニスワフ2世から再度の補給を任されていたミハウ・ルボミルスキがロシア側に寝返った。彼はポーランド軍の物資を、あからさまにロシア軍に流した。しかし強大なマグナートだったルボミルスキは、公式には翌年5月下旬までポーランド軍の地位を剥奪されなかった。ロシア軍の侵攻から1か月ほどで、ポーランド軍はウクライナのほぼ全土から撤退した。7月7日、コシチュシュコはロシア軍を足止めするためヴォロディームィル＝ヴォルィーンシキーで敵と戦った（ヴウォジミェシュの戦い）。7月18日、ポニャトフスキの本軍がブク川を渡る際のを援護するため、コシチュシュコ軍はドゥビエンカの戦いを戦った。この戦いでコシチュシュコは、5300人のポーランド軍でミハイル・カホフスキー率いるロシア軍2万5000人の攻撃を防ぎ切った。 しかしロシア軍がオーストリア国境を越えて側面攻撃を試みたので、コシチュシュコ軍はドゥビエンカを放棄した。ブク川線からも撤退して後退し続けたポーランド軍だが、未だ戦闘による決定的な敗北は喫しておらず、ワルシャワ付近まで撤退して良地を選び、決戦を挑むことを企図していた。

### 北部戦線
リトアニア大公国領における戦争は、5月22日のロシア軍侵攻により始まった。南部での開戦から4日後のことだった。ポニャトフスキがプロイセンの援軍を期待していたのに対し、プロイセンはこれに答えるどころか逆に同盟を破棄し、リトアニア方面の司令官だったルートヴィヒ・フォン・ヴュルテンベルクも、自身がロシア皇太子妃の実兄であることからロシアと戦うことを拒否し、ポーランド・リトアニア共和国を裏切って戦線離脱してしまった。彼は最前線に向かわず、仮病をつかってヴォワチンに居座り、麾下の部隊に矛盾した命令を出した。
このためリトアニア軍はロシア軍に対し有効な抵抗ができず、撤退し続けるほかなかった。5月31日、リトアニア軍は小競り合いの後にミンスクを放棄した。ヴュルテンベルクに代わって6月4日に司令官の座に就いたユゼフ・ユディツキは、ロシア軍に立ち向かいこれを押しとどめようとした が、6月11日のミールの戦いで敗れ、リトアニアにおけるロシア軍の侵攻を止められなかった。ポーランド・リトアニア軍はグロドノへ退却した。6月14日、ロシア軍はヴィルノを占領した。この時、ポーランド側は少数の守備兵がごく小規模な小競り合いを演じただけだった。6月19日には若干の抵抗の末にニェシュヴィエズが、翌20日には全く戦闘無しにカウナスが占領された。面目を失ったユディツキに代わり、6月23日にミハウ・ザビェウォが司令官となった。ミールの戦い以降、ポーランド軍はひたすらワルシャワに向かって撤退するばかりでロシア軍と大規模な戦闘を行うことをせず、ジェルヴァでの小競り合いに敗れた 後はブレスト付近のブク川に沿って防衛陣地を敷き始めた。ロシア軍は7月5日にグロドノを、7月17日にビャウィストクを占領した。さらに7月23日にブレストの守備兵を破ってこれを占領したが、翌24日にクシェミエン＝ビエシ付近でポーランド軍に敗れた。この戦いが、北部戦線のポーランド軍にとって最後の戦闘かつ初めての明確な勝利だった。

### 終戦
ポニャトフスキやコシチュシュコはまだ勝利を諦めておらず、ポーランド・リトアニア軍を結集して未だ分離行動をとっているロシア各軍を各個撃破する計画を立てていた が、スタニスワフ2世と法の守護者（大臣、内閣）たちは停戦を打診することに決めた。エカチェリーナ2世がスタニスワフ2世のタルゴヴィツァ連盟加盟を要求してきたので、内閣の意見が割れたが、最終的に7月22日ごろにスタニスワフ2世は要求を受け入れた。これにより、ポニャトフスキら将軍たちは強制的に戦争を止めさせられた形になった。7月26日、マルクスゾフで最後の戦闘が行われ、ポニャトフスキ率いる騎兵隊の活躍によりポーランド軍がロシア軍の攻撃を撃退した。
スタニスワフ2世が降伏を決断したとき、ポーランド軍は決定的敗北を喫したわけでも物資が不足していたわけでもなく、決して最悪の状況にあるわけではなかった。しかしロシアの物量に押しつぶされることは避けられず、戦争続行よりも外交交渉の方が得る者は大きいというのがスタニスワフ2世の考えだった。彼はむしろ、ロシアとの同盟締結を考えていたのである。この楽観的な予測が全くの間違いであったことは後の事の経過からも明らかだが、仮にユゼフ・ポニャトフスキらの主張通りに戦争を続行していた場合、実際よりも事態が好転していたか否かという問題は今日まで議論が続いている。
ポーランド軍の大部分は、王の降伏に不満だった。多くの将軍たちが王を非難し、コシチュシュコは数週間後に職を辞してしまった。ポニャトフスキも叔父である王の命令に反抗して、王を力ずくで軍営まで連れてこようとまで考えていたが、王を拉致するための部隊が出発するその時になって思い直し、叔父の意に沿うことにした。

## その後
ポーランドの歴史家のほとんどは、スタニスワフ2世の降伏は軍事的にも政治的にも誤りであったとみている。疲弊したロシア軍に対し、ポーランド軍はヴィスワ川の防衛線で勝利する目が十分にあった。また戦争が長引けば、ポーランドのさらなる分割を狙っている周辺諸国に、それが非常に高い代償を払わされる行動であると印象付けられた可能性もある。
外交によって問題を解決できるというスタニスワフ2世の希望は瞬く間に打ち砕かれた。1793年秋に開催された、グロドノ・セイムとして知られる議会において、議員たちはみなロシア軍に買収されるか脅迫されていた。11月23日、セイムは5月3日憲法を撤廃し、第二次ポーランド分割を受け入れた。ロシアは250,000㎢、プロイセンは58,000㎢ものポーランド・リトアニア共和国領を獲得した。これによりポーランド国家の人口は、1772年の第一次分割以前の3分の1まで減少した。ポーランドはロシアの傀儡国となり、各地にロシア軍が駐留してほとんど独立を失った。
この結果はタルゴヴィツァ連盟のマグナートたちにとっても想定外だった。彼らは黄金の自由を回復するために王に背いてロシアに味方したのであり、戦争後は5月3日憲法の撤廃と戦争前の原状を持って手打ちとなると思い込んでいた。1794年、コシチュシュコらは共和国復興の最後の望みをかけて蜂起したが、ロシア・プロイセンに敗れた。この結果、1795年に第三次ポーランド分割が行われ、ポーランド・リトアニア共和国は消滅した。